# Берёзкин, Виктор Григорьевич
Виктор Григорьевич Берёзкин (18 апреля 1931, Москва — 8 февраля 2021) — советский и российский физикохимик, доктор химических наук (1969), профессор (1973), лауреат Государственной премии СССР (1982), заслуженный деятель науки РФ (2002).

## Биография
Родился в Москве 18 апреля 1931 года в семье учителя.
Окончил химический факультет МГУ (1954, с отличием).
С 1958 г. работал в Институте нефтехимического синтеза им. А. В. Топчиева АН СССР (РАН), с 2002 г. главный научный сотрудник Лаборатории № 4 «Химия углеводородов».
Умер 8 февраля 2021 года. Похоронен на Троекуровском кладбище.

## Научная деятельность
Научные интересы: физическая и аналитическая химия, хроматография, сепарационные методы.
Основная часть работ посвящена проблемам разработки физико-химических основ удерживания хроматографируемых соединений в реальной газо-жидко-твердофазной хроматографии (ГЖХ). 
Индекс Хирша по публикациям в РИНЦ — 11, суммарное количество цитирований по базе данных Web of Science (1980—2017) — 847,число цитирований в РИНЦ — 1821.

### Научные публикации
Автор 120 изобретений, более 500 статей и 27 книг, 13 из которых изданы за рубежом — в Великобритании, Болгарии, Венгрии, Германии, Голландии, Польше, США. Редактор переводов на русский язык многих фундаментальных монографий по хроматографии.
- Березкин В. Г. Аналитическая реакционная газовая хроматография. М.: Наука, 1966 (издана в США); Березкин В. Г., Татаринский В. С. Газо-хроматографический анализ загрязнений. М.: Наука, 1970 (издана в Голландии);
- Березкин В. Г., Алишоев В. Р., Немировская И. Б. Газовая хроматография в химии полимеров. М.: Наука, 1972 (издана в Голландии);
- Березкин В. Г., Пахомов В. П., Сакодынский К. И. Твердые носители в газовой хроматографии. М.: Наука, 1975 (издана в США);
- 2018 Ванюхина М. А., Берёзкин В. Г. Англо-русский и русско-английский словарь по тонкослойной хроматографии (ТСХ) (с приложением русско-английского словаря общенаучных конструкций). Научный мир Москва, ISBN 978-5-91522-464-2, 214 с.
- 2016 Введение в хроматографию. Берёзкин В. Г. изд-во «Научный Мир» Москва, ISBN ISBN 978-5-91522-431-4, 96 с.
- 2014 Thin Layer Chromatography with a Controlled Gas Phase Influencing on the Separation. Chapter 7. (in Advances in Chromatography) Berezkin V.G., Shtykov S.N., Sumina E.G. CRC Press Taylor, Francis Group, Boca Raton, LLC USA, 25 с.
- Березкин В. Г., Гавричев В. С., Коломиец Л. Н., Королев А. А., Липавский В. Н., Никитина Н. С., Татаринский В. С. Газовая хроматография в нефтехимии. М.: Наука, 1975, 271 с.

## Награды и звания
Доктор химических наук (1969), профессор (1973).
Лауреат Государственной премии СССР (1982), заслуженный деятель науки РФ (2002).